# Fairfax (Vermont)
Fairfax es un pueblo ubicado en el condado de Franklin en el estado estadounidense de Vermont. En el año 2010 tenía una población de 4.285 habitantes y una densidad poblacional de 40,85 personas por km².

## Geografía
Fairfax se encuentra ubicado en las coordenadas 44°41′50″N 72°59′52″O / 44.69722, -72.99778.

## Demografía
Según la Oficina del Censo en 2000 los ingresos medios por hogar en la localidad eran de $51,769 y los ingresos medios por familia eran $55,074. Los hombres tenían unos ingresos medios de $34,971 frente a los $26,362 para las mujeres. La renta per cápita para la localidad era de $18,632. Alrededor del 4.8 % de la población estaba por debajo del umbral de pobreza.